# Sycandra utriculus
Sycandra utriculus är en svampdjursart som först beskrevs av Schmidt 1869.  Sycandra utriculus ingår i släktet Sycandra och familjen Grantiidae. Inga underarter finns listade i Catalogue of Life.